# 卡斑诺针鮨
卡斑诺针鮨，又名查氏鱵鱸，俗名鱠仔魚、箭頭肥皂魚，為輻鰭魚綱鱸形目鱸亞目鮨科的其中一個種。

## 分布
本魚分布在印度太平洋區，包括日本、琉球群島、台灣、東非、新喀里多尼亞、薩摩亞群島等海域。

## 深度
水深10至50公尺。

## 特徵
本魚背鰭2枚，二背鰭間有鱗片5至7列。側線上橫列琳數85至88枚，背鰭前鱗片25至27枚。鋤骨齒簇圓形；胸鰭第六~八鰭條最長。前鰓蓋骨有強鋸齒。體被細小櫛鱗；側線鱗孔數69至76枚。體暗褐色至黑色，體側有許多不甚明顯的小暗點散在；第一背鰭有一大形暗斑，尾柄前半背面有一淡色橫斑。體長可達15公分。

## 生態
本魚之棲息環境在珊瑚礁或岩石海域外緣之洞穴或礁隙中，為肉食性，以各種魚類、甲殼類為主要的食物來源。當受驚嚇時，身體會分泌毒液。

## 經濟利用
非食用魚，魚體會分泌黑鱸素的黏性毒液，可作為海水觀賞魚。